# Jean Assollant
Jean Charles Abel Bernache-Assollant (Versailles, 26 settembre 1905 – Antsahampano, 7 luglio 1942) è stato un militare e aviatore francese, celebre per la sua partecipazione come pilota al volo del Bernard 191GR "Oiseau Canari" nel 1929, che fu la prima attraversata dell'Atlantico del Nord compiuta da un equipaggia francese su un velivolo di produzione nazionale. Alla data della sua morte aveva totalizzato 7.847 ore di volo, di cui 176 di notte. Una via di Tananarive, nel quartiere di Tsimbazaza, ha portato per molto tempo il suo nome Mort pour la France.

## Biografia
Nacque a Versailles il 26 settembre 1905, figlio di Georges, militare di carriera, e della signora Marguerite Hélène Bremens. Prima dello scoppio della prima guerra mondiale suo padre era stato assegnato, per un certo periodo, presso il quartier generale della 4ª Regione militare a Le Mans, dove egli frequentò le locali scuole dal 1909 al 1914, tra cui il liceo "Montesquieu". La dichiarazione di guerra alla Germania portò la sua famiglia a ritornare a Versailles. Fin dall'infanzia si era appassionato al mondo dell'aviazione, e spesso marinava la scuola per andare a vedere gli aeroplani sul campo d'aviazione di Buc. 
Strinse amicizia con Charles Nungesser il quale arrivò al punto di dargli alcune nozioni di pilotaggio. Conseguita la prima parte del baccalauréat in scienze , entrò poi nella marina mercantile, come allievo ufficiale presso la scuola di idrografia di Le Havre e Dieppe, questo per soddisfare i desideri della sua famiglia, addolorata per la morte di due parenti stretti vittime di un incidente aereo. Dopo diversi viaggi movimentati tra la Francia e l'America, compreso un naufragio, finalmente l'8 novembre 1923 si arruolò, per 4 anni, nell'Aéronautique Militaire, e divenne allievo pilota ad Istres. Divenne pilota militare (brevetto n° 20.336) il 21 agosto 1924 quando non aveva ancora 19 anni, e fu assegnato al 32º Reggimento d'aviazione di Dijon dove fu nominato caporale il 1º settembre, e poi sergente il 2 marzo dell'anno successivo.
Nel 1925 si offrì volontario per combattere nella campagna del Marocco contro il movimento di liberazione guidato da Abd el-Krim che, giudicando il sultano Yusuf ben al-Hasan troppo conciliante con il protettorato francese, nel 1921 aveva dato inizio ad una aperta ribellione contro gli occupanti francesi e spagnoli. La Francia inviò un corpo di spedizione di 200.000 uomini al comando del Maresciallo di Francia Philippe Pétain. Le unità aeree operanti in Marocco appartenevano allora al 37º Reggimento aviazione, al comando del colonnello, Paul Armengaud dove egli venne assegnato il 26 maggio 1925. Precedentemente numerate Vr 551 e F.553, la 1ª e 4ª Escadrille del reggimento erano equipaggiate con il biplano biposto Breguet Bre 14A2. In vista dell'offensiva di maggio, queste due Escadrille furono distaccate dal 37° RA a beneficio del Gruppo tattico "Dufieux", di cui costituivano il 1º Gruppo d'aviazione, agli ordini del comandante Blaize. Il personale del gruppo d'aviazione rimase a Fez, la Escadrille 1/37 venne basata a est sul campo avanzato di Ain Aicha, mentre il 4/37 fu posta di stanza più a ovest, sul campo d'aviazione di Beni Malek. Una terza Escadrille, di cui lui faceva parte, fu posta in riserva a Fez, e durante una missione di ricognizione il suo aereo venne colpito, ma riuscì a farlo atterrare tra le linee francesi; il suo osservatore rimase mortalmente ferito. Per questo fatto venne decorato con la Croix de guerre e la Médaille militaire, e ritornò in Patria il 28 giugno 1926.
Venne assegnato al 1ª Escadrille del 34º Reggimento da ricognizione di stanza a Le Bourget, allora al comando di Pierre Weiss, dove avrebbe dovuto prestare servizio per un anno a partire dall'8 novembre 1926, prima essere ammesso al corpo dei sottufficiali di carriera il 24 ottobre 1928.
Il 34º Reggimento da ricognizione di Le Bourget era allora considerato un reparto all'avanguardia dell'aeronautica francese, impegnato in numerosi raid aerei. Il 1º ottobre 1926 egli realizzò la miglior prestazione dell'anno sulla rotta Parigi-Pau-Parigi (1.400 km), e partito da Le Bourget alle 8 del mattino, vi rientrò alle 17, dopo un volo di 8 ore. Il 5 aprile 1927, l'intera Escadrille dove prestava servizio (composta da 3 tenenti, 6 sottufficiali, 5 sottocapi meccanici) effettuò un volo di gruppo da Le Bourget a Magonza e ritorno in meno di 7 ore. Il 24 maggio 1927, insieme a René Lefèvre, percorse un anello di 3.600 km sopra il territorio francese, che venne percorso in 20 ore di volo. Dall'11 al 18 agosto, partecipò con il comandante Weiss ad una crociera aerea sull'Europa di 8.000 km, passando per Kazan in Russia, in 40 ore di volo. Il 21 dicembre 1927, a bordo di un Lioré et Olivier LeO 20, battezzato "Georges Guynemer", partì da Parigi per un volo in formazione verso Hanoi, diretto dal colonnello Antoinat, che purtroppo si concluse il 29 dicembre a Rayak in Libano, dopo numerosi problemi tecnici dovuti a terribili maltempo, e uno atterraggio forzato in Turchia, che causò un incidente diplomatico.
Congedatosi dall'Aéronautique Militaire il 24 ottobre 1928, divenne pilota presso la Compagnie Internationale de Navigation Aérienne (CIDNA) sulla linea Parigi-Strasburgo. Il 31 dicembre 1928, sopravvisse miracolosamente a un grave incidente: a causa della scarsa visibilità causata dalla nebbia, decollato la mattina da Le Bourget, il suo aereo, un Blériot-SPAD S.66, si capottò sui fianchi di una collina nei pressi di Givry-lès-Loisy, una trentina di chilometri a sud-ovest di Châlons-sur-Marne, e prese subito fuoco. Espulso dall'abitacolo nel corso dell'impatto, il pilota se la cavò con qualche piccola contusione, ma l'aereo e il suo carico di 300 kg andarono totalmente distrutti.
La riuscita traversata dell'Oceano Atlantico, da New York a Parigi, compiuta dall'americano Charles Lindbergh, in 33 ore, il 20 e 21 maggio 1927, sul Ryan NYP “Spirit of Saint-Louis” fece sognare i francesi. Un facoltoso uomo d'affari, appassionato di aviazione, Armand Lotti, acquistò un monoplano per effettuare la traversata, e cercò un aviatore francese in grado di pilotarlo. La sua scelta cadde su di lui, allora sergente maggiore del 34º Reggimento d'aviazione di Le Bourget, che fu reclutato come pilota principale del volo, e su René Lefèvre come secondo pilota.  La traversata avvenne il 13 giugno 1929, con la presenza a bordo di Lotti, che ricopriva il ruolo di operatore radio. Venti minuti dopo il decollo venne scoperto a bordo anche del primo clandestino della storia dell'aviazione, il giovane giornalista americano Arthur Schreiber, che era stato nascosto dal giorno prima nella coda dell'aereo, il che causerà problemi di peso al velivolo.
Il monoplano monomotore Bernard 191GR, battezzato "Oiseau Canari" (immatricolazione americana NY-9422),  era dotato di un motore da 600 CV, che lo rendeva in grado di percorrere 7.500 km a 200 km/h con 4.500 litri di carburante. Il velivolo decollò il 13 maggio 1929 dalla spiaggia di Old Orchard (Maine). Il peso extra del clandestino e il tempo pessimo costrinsero il pilota a dirigersi a sud verso la Spagna, dove atterrò, il 14 giugno, intorno alle 20:40, sulla spiaggia di Oyambre, posando le ruote nell'acqua, vicino al villaggio di Comillas. Il volo era durato 29 ore.
L'aereo ripartì alle 10:00 del mattino del 16 giugno con destinazione Cazaux senza il clandestino, ma poiché non aveva potuto riempire a sufficienza i serbatoi di carburante in Spagna, dovette fermarsi sulla spiaggia di Mimizan (Lande) per poi atterrare trionfalmente sull'aeroporto di Le Bourget quella stessa sera.
La stampa diede ampio risalto all'impresa del primo equipaggio francese ad avere, su un velivolo nazionale, attraversato con successo l'Atlantico settentrionale. Il 7 luglio 1929, i tre membri dell'equipaggio furono decorati della Croce di Cavaliere della Legion d'onore durante una apposita cerimonia tenutasi sul campo d'aviazione di Le Bourget alla presenza dei reparti militari schierati.
Il 10 giugno 1929 a Portland (Oregon), tre giorni prima della sua partenza per l'Europa, aveva sposato la signorina Pauline Parker, una bella e giovane americana di due anni più giovane di lui.
Dopo aver attraversato l'Atlantico riprese il servizio di pilota di linea presso la CIDNA, ma poco dopo si trasferì come capo pilota presso la compagnia petrolifera Economique che aveva appena acquistato un aereo Potez 36 con motore Salmson da 95 hp. L'iniziativa presa dai produttori dell'Eco-Essence serviva a studiare i problemi di rifornimento negli aerodromi, e nessuno era più adatto di lui a svolgere queste nuove funzioni. Il 24 aprile 1930 fu nominato sottotenente della riserva. Abilitatosi come pilota di idrovolanti prese parte a numerosi raduni in Francia e all'estero.
Nel 1931 volando sugli idrocorsa Bernard HV, tra cui gli HV-42 e HV-120, si preparò per partecipare all'edizione della Coppa Schneider di quell'anno, alla quale la Francia alla fine non partecipò. Durante le prove rilevò alcuni difetti di raffreddamento dei propulsori, e di rotazione delle eliche. Nel 1932 partecipò ancora a numerosi raduni, in particolare volando sul Potez 36 dell'amico Lefèfre, nel mese di agosto ritornò in nave negli Stati Uniti d'America per partecipare alla più grande dimostrazione aerea dell'epoca, la "Air Race" da Cleveland, nell'Ohio. Doveva presentare un nuovo prototipo delle fabbriche Bernard adattato all'acrobazia aerea, il Bernard 74, ma a causa di un incidente subito poco prima dell'imbarco dall'aereo, si esibì a Cleveland su un Morane-Saulnier MS.230.
Il 4 ottobre 1933 iniziò, con l'amico Lefèvre, un volo in linea retta da Orano a Saigon (Vietnam), volando su un aereo Bernard 81GR, che terminò a Karachi, Pakistan, dopo 6.600 km percorsi in 36 ore, a causa di un guasto al propulsore. Il 24 aprile 1934 fu promosso tenente della riserva, e poi realizzò il primo collegamento aereo tra la Francia e il Madagascar. Decollò il 14 giugno con uno SPCA 18, fece scalo a Tripoli, Bengasi, Il Cairo, e poi arrivò il 14 luglio ad Antananarivo, dove decise di stabilirsi a vivere definitivamente.
Diventato pilota di linea, inizialmente lavorò per la Compagnia Franco-Roumaine che serviva rotte nell'Europa centrale, e poi decise di raggiungere il Madagascar dove si occupò, con il suo compagno René Lefèvre, della Régie Malgascia. Era arrivato lì in compagnia di quest'ultimo dopo aver trasferito dalla Francia continentale i primi due aerei della compagnia: due SPCA 218C. Nominato capo pilota in Madagascar, lavorò subito alla costituzione di un linea regolare tra la Francia e il Madagascar. Collegò dapprima la rete aerea malgascia alla linea della British Imperial Airways Londra-Città del Capo, e poi a Elisabethville nel Katanga (oggi Lubumbashi nella Repubblica Democratica del Congo), da dove la posta veniva inviata ogni due settimane ad Algeri, e da lì a Parigi. I suoi piani erano di istituire un collegamento settimanale diretto tra la Francia e il Madagascar.
Sposatosi nel 1934 con la signorina Suzanne Vigaud, ed appassionato del mondo dell'equitazione come la sua sposa, nel 1937 fondò il "Club de l'étrier" di Antananarivo.
Il 9 febbraio 1938 fu promosso a capo del servizio dell'aeronautica civile malgascia dal governatore Léon Cayla, ed iniziò immediatamente a organizzare la rete di collegamenti aerei interni dell'isola. Nel maggio 1939 portò direttamente dalla Francia al Madagascar il primo Caudron C.445 Goeland. Nel settembre 1939, dopo la dichiarazione di guerra contro la Germania, si offrì volontario per arruolarsi nell'Armée de l'air. Su sua richiesta, all'inizio del mese di novembre 1939 entrò a far parte del Groupe de Chasse III/6. A causa del suo precedente servizio nell'Aéronautique Militaire, e delle sue importanti funzioni civili, fu assegnato allo stato maggiore di questo gruppo di caccia. Data la sua posizione di vicecomandante del GC III/6 effettuò un numero limitato di missioni belliche, intervenendo solo durante alcune uscite a bordo di un caccia Morane-Saulnier MS.406 per copertura e scorta ai bombardieri. Durante il corso di queste missioni, il 15 giugno 1940 venne accreditato di due vittorie in combattimento aereo contro caccia Fiat C.R.42 della Regia Aeronautica, e citato all'Ordine del giorno dell'Armée de l'air. Dopo la firma del secondo armistizio di Compiègne, con la Germania e di quello di Villa Incisa con il Regno d'Italia, le ostilità cessarono nel giugno 1940 ed egli rientrò in Madagascar, dove con Lefèvre, diede subito vita a un collegamento aereo con l'Isola di Reunion. In quell'anno pubblicò la prima guida aerea del Madagascar che descriveva i gli itinerari, con tanto di carte di navigazione.
Nel 1942 il Madagascar era rimasta una colonia sotto l'autorità del governo di Vichy. Temendo che l'India si trovasse isolata, gli inglesi decisero di invadere il Madagascar (Operazione Ironclad), senza avvisare la Francia libera del generale Charles de Gaulle. Le operazioni belliche iniziarono il 4 maggio al largo del porto di Diego-Suarez. Il 5 maggio, alle 5:10, esplosioni di bombe e siluri distrussero le poche navi da guerra francesi che si trovavano nel porto di Diego-Suarez. Gli aerei di stanza a Diego Arrachat furono distrutti (5) o danneggiati, e le navi presenti in rada vennero colpite all'ancora, ad eccezione dell'avviso coloniale d'Entrecastreaux. Il 6 maggio, egli ricevette l'ordine di unirsi al Groupe Aérien Mixte (GAM) con sede a Ivato, dotato di caccia Morane-Saulnier MS.406 e ricognitori Potez 63-11, e alle 16:10 andò subito in missione operativa. Decollato col suo MS.406 (MS n 993) insieme ai velivoli del sergente maggiore Laurent (MS n 842) e del sergente maggiore Ehret (MS n 435), i tre aerei mitragliarono la spiaggia di Courrier dove stavano sbarcando le truppe inglesi. Il 7 maggio 1942 decollo con il suo MS.406 (MS n 995), parte di una pattuglia di tre velivoli della Escadrille de Chasse n. 565, composta da quello del capitano François Léonetti (MS n 993) e del tenente Alexandre Laurent (MS n 482). La pattuglia si scontrò con un gruppo di nove aerei britannici decollati dalla portaerei Illustrious. Il suo aereo, colpito da un caccia Grumman Martlet Mk.II della Fleet Air Arm, si incendiò e precipitò al suolo con la morte del pilota. Anche gli altri due MS.406 furono abbattuti, ma i piloti si salvarono con alterne fortune, così come un pilota inglese, il lieutenant commander John C. Cockburn. Lo stesso giorno, dopo pesanti combattimenti, le forze francesi si ritirarono a sud e il porto di Diego-Suarez fu conquistato dagli inglesi. Il corpo carbonizzato di Assolant venne ritrovato tra i resti del suo velivolo solo all'inizio del settembre 1942 ad Antsahampano, 12 km a sud-ovest di Diégo Suarez. Probabilmente egli fu colpito mortalmente durante un passaggio frontale prima di precipitare, dal momento che il motore del caccia mostrava numerosi impatti di proiettile.
Nuovamente citato all'ordine del giorno dell'Armée de l'air, la salma venne tumulata nel cimitero dei padri gesuiti ad Ambohipo, vicino ad Antananarivo.

### Annotazioni
1. ↑  Dopo il decollo del marito per l'Europa la signora Parker si imbarcò sul transatlantico Ile de France per raggiungerlo in Francia, ma il matrimonio terminò già il 26 agosto con un procedimento di divorzio conclusosi nel gennaio 1930. La signorina Parker non parlava francese e Assolant non parlava inglese.
2. ↑  La citazione diceva: Eccellente pilota di caccia, d'un sangue freddo e di un coraggio ammirevoli. Ha attaccato con il suo capo pattuglia una formazione di dodici caccia nemici. Ha contribuito alla distruzione di due di loro caduti nelle nostre linee.
3. ↑  Prestigioso pilota addestrato sotto le coccarde e che ha sempre saputo coltivare, nella gloria che le sue prodezze in tempo di pace gli hanno procurato, le belle tradizioni militari di onore, abnegazione e sacrificio che ha ereditato dalla sua famiglia e dalla sua educazione. Fedele ancora una volta a queste nobili tradizioni, ha lasciato la direzione del suo servizio per venire a guidare una pattuglia di caccia. Cadde durante una missione di copertura durante la quale non esitò ad attaccare elementi combattenti avversari nonostante la loro schiacciante superiorità numerica.

### Fonti
1. 1 2 3 4 5 6 7 8 9 10 11 12 13 14 15 16 17 18 19 20 21 22 23 24 25 26 27 28 29  Bibert.
2. 1 2 3 4 5 6 7 8 9 10 11 12 13  Pénette, Pénette Lohau 2005, p. 64.
3. 1 2 3  Pénette, Pénette Lohau 2005, p. 63.
4. 1 2 3 4 5 6 7 8 9 10 11 12 13 14 15 16 17 18 19 20  Montesquieu.
5. 1 2 3  Memorial.
6. 1 2 3  Fan d'avion.
7. 1 2  Marco 2004, p. 132.
8. ↑  Cassagne 2009, p. 8.
9. 1 2 3 4  Marco 2004, p. 133.
10. ↑  Cassagne 2009, p. 42.
11. ↑  Bibert.
12. ↑  Ehrengardt 2006, p. 6.
13. 1 2  Ehrengardt 2006, p. 9.
14. 1 2  Ehrengardt 2006, p. 11.
15. 1 2 3  Ehrengardt 2006, p. 12.
16. ↑  Ehrengardt 2006, p. 14.